# Слуднов, Роман Андреевич
Роман Андреевич Слудно́в (род. 24 февраля 1980 года, Омск) — российский пловец. Чемпион мира 2001 года, двукратный чемпион мира 2000 года в короткой воде. Пятикратный чемпион Европы. Многократный экс-рекордсмен мира на дистанциях 100 м м и 200 м брассом. Участник четырёх Олимпийских игр.
На Олимпийских играх 2000 в Сиднее выиграл бронзовую медаль на дистанции 100 м брассом.
Слуднов стал первым в мире спортсменом, преодолевшим «магический» рубеж в одну минуту на дистанции 100 м брассом, показав 29 июня 2001 в Москве результат 59.97. Этим он улучшил свой собственный мировой рекорд (1.00,26), установленный всего на день раньше. Меньше чем через месяц на чемпионате мира в Фукуоке в полуфинальном заплыве Слуднов снова побил свой же рекорд — 59,94. В финале проплыл чуть медленнее (1.00,16), что тем не менее принесло ему золотую медаль.
На Олимпийских играх 2004 в Афинах выступил неудачно, не попав в финал на основной дистанции — стометровке брассом.
Участник Игр XXIX Олимпиады в Пекине. В отборочных заплывах смог пробиться в олимпийский финал, где на дистанции 100 м занял шестое место (59,87 секунды — новый рекорд России).

## Образование
В 2009 году окончил Государственный Университет Миссури. Специальность - финансы

## Награды и звания
- Медаль ордена «За заслуги перед Отечеством» II степени — «за большой вклад в развитие физической культуры и спорта и высокие спортивные достижения на Играх XXVII Олимпиады 2000 года в Сиднее»[2];
- Медаль «За высокие достижения» (Омская область)[3];
- Заслуженный мастер спорта России;
- Первый Спортсмен года по версии газеты «Советский спорт» (2001)[4].